# Alopecurus bulbosus
Alopecurus bulbosus là một loài thực vật có hoa trong họ Hòa thảo. Loài này được Gouan mô tả khoa học đầu tiên năm 1762.

## Hình ảnh

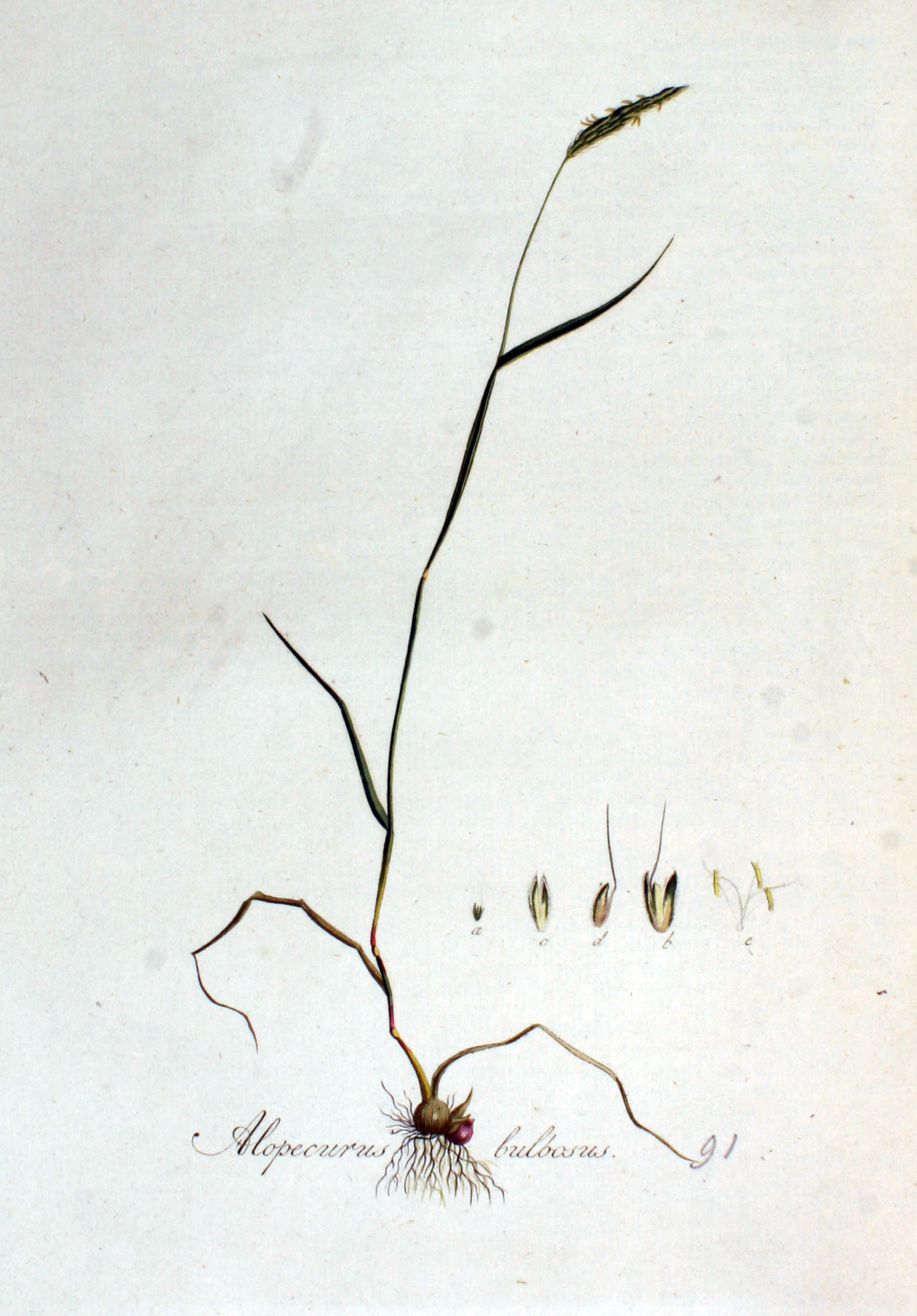
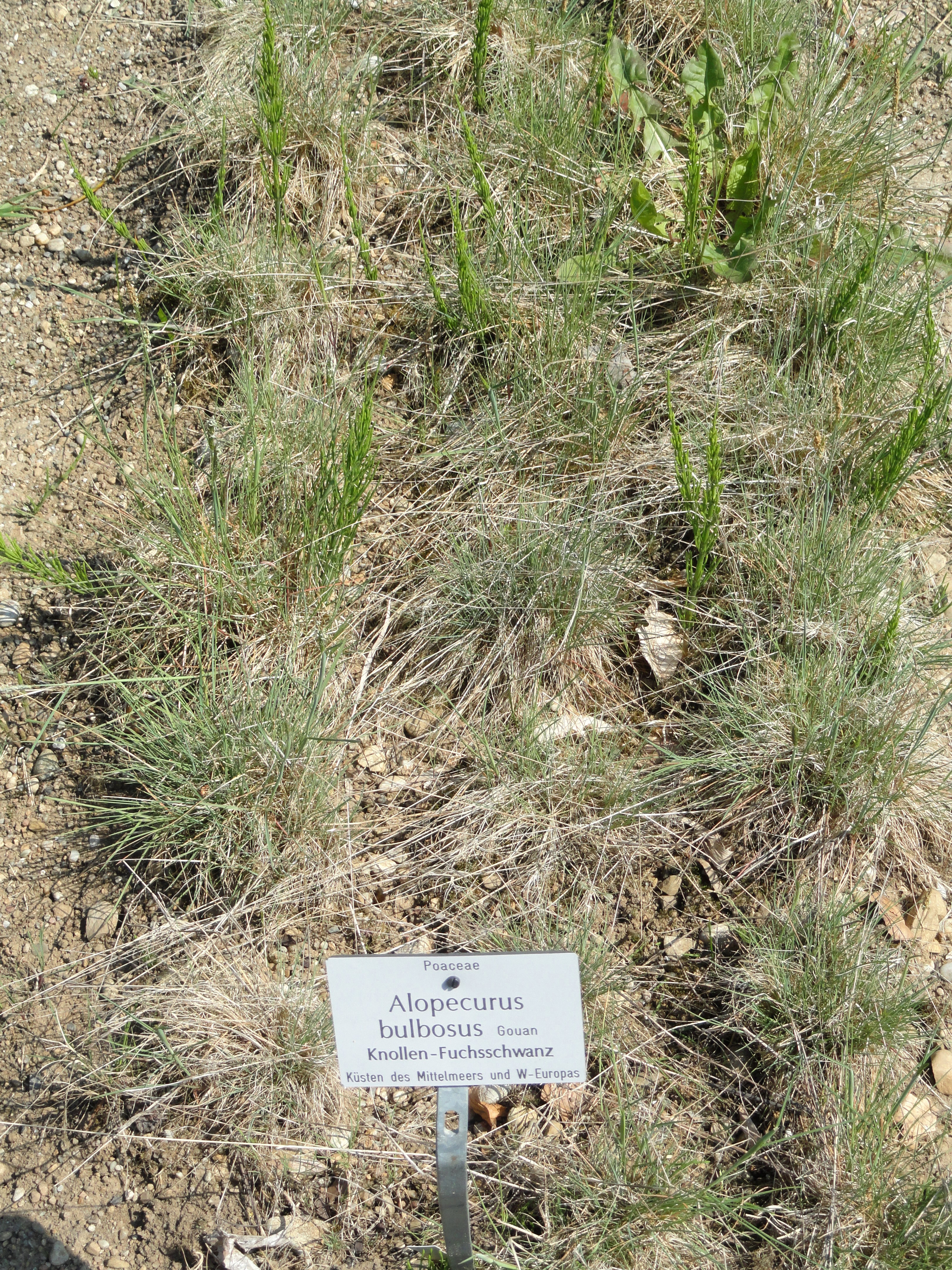